# Lady Jessica
Lady Jessica è un personaggio immaginario apparso nei romanzi Dune (1965) e I figli di Dune (1976), rispettivamente primo e terzo volume del Ciclo di Dune (1965-1985) creato da Frank Herbert.
Il personaggio compare successivamente nella trilogia Il preludio a Dune (1999-2001) scritta da Brian Herbert, figlio di Frank, e Kevin J. Anderson. Viene inoltre resuscitato come ghola (clone) nei sequel scritti sempre da Herbert/Anderson.

## Biografia del personaggio

### Il preludio a Dune
Ne Il preludio a Dune viene rivelato che la madre segreta di Jessica è Gaius Helen Mohiam. Secondo quanto asserisce il figlio di Herbert, Brian, l'informazione è contenuta in alcune note lasciate dal padre. Ciò è in aperto contrasto con il testo de I Figli di Dune, nella quale Leto, attingendo ai suoi ricordi ancestrali, cita il nome della sua bisnonna come Tanidia Nerus. Ciò è spiegato con il fatto che si tratti di uno pseudonimo di Mohiam, usato negli archivi pubblici per nascondere le parentele secondo una pratica comune delle Bene Gesserit.
La Reverenda Madre Mohiam ricatta il Barone Vladimir Harkonnen, notoriamente omosessuale, e lo costringe ad accoppiarsi con lei. La figlia concepita, però, risulta essere geneticamente non adatta agli scopi della Sorellanza e così la donna è costretta ad accoppiarsi nuovamente col Barone. Questi, tuttavia, mal sopportando le manovre delle "streghe", droga la Reverenda Madre e la violenta. Come punizione, Mohiam lo infetta con una malattia che porterà il suo fisico aitante ad un progressivo deterioramento e ad un'incredibile quanto incurabile obesità (la malattia ha un'iperbolica rappresentazione nel film di Lynch). La figlia nata da questo secondo rapporto è, per l'appunto, Jessica.
Nei successivi romanzi della serie viene narrato anche l'incontro e l'innamoramento tra Jessica e Leto, e la prima infanzia di Paul. Viene qui suggerito che la scelta di Jessica di partorire un figlio maschio sia dovuta in parte al desiderio di aiutare il Duca Leto a superare il dolore per la perdita del primogenito, Victor, figlio della concubina Kailea Vernius.

### Ciclo di Dune
La storia dettagliata del concepimento di Jessica viene narrata nel Preludio, ma le linee generali sono tracciate già nell'originale Dune.
In accordo con le regole Bene Gesserit, Jessica viene concepita da genitori il cui nome è tenuto segreto, secondo i dettami del programma riproduttivo della Sorellanza. Nasce nell'anno 10.154 B.G. sul pianeta capitale della Sorellanza. Cresciuta per diventare la concubina del Duca Leto Atreides, viene istruita per dare i natali ad una figlia destinata a sposarsi con Feyd-Rautha, il nipote del Barone Vladimir Harkonnen e suo erede designato. In questo modo, le Bene Gesserit intendono porre fine alla secolare faida tra le due famiglie e produrre il Kwisatz Haderach. Per Kwisatz Haderach si intende un individuo che sia l'equivalente maschio di una Reverenda Madre, che possieda cioè le Altre Memorie ovvero i ricordi di tutta la propria ascendenza genetica, maschi compresi (le Reverende Madri hanno accesso solo alla parte femminile della propria ascendenza).
Tuttavia, Jessica si innamora del proprio Duca e accetta di partorirgli un figlio maschio. Paul Atreides, il bambino nato da questa unione, risulta essere il Kwisatz Haderach, ottenuto con una generazione in anticipo rispetto ai calcoli della Sorellanza. Inoltre, egli risulta essere molto più potente di quanto predetto e sfugge completamente al controllo, di fatto sconvolgendo il corso della storia in tutto l'universo conosciuto: le facoltà di prescienza di Paul e della sua discendenza (in particolare del figlio, Leto Atreides II), decideranno il destino dell'umanità per diverse migliaia di anni.
La frustrazione e l'umiliazione ricevuta dalle Bene Gesserit è tale che questa serie di eventi verrà ricordata per sempre come "il crimine di Jessica": scegliere l'amore invece della fedeltà all'ordine.
Come praticamente tutti i personaggi del ciclo, Jessica è un personaggio profondamente tragico. In Dune, non solo deve scegliere tra la fedeltà alla sorellanza e al proprio Duca ma, in occasione della riconquista di Dune da parte degli Harkonnen (resa possibile dal tradimento del dottor Yueh), si trova costretta a sacrificare l'amato Leto per salvare la vita al giovane figlio Paul. Il dolore per questo "tradimento" non l'abbandonerà mai, anche se alla fine troverà conforto nella compagnia del fedele Gurney Halleck, nell'amicizia di Duncan Idaho e di Irulan (la moglie "cenerentola" di Paul con la quale nascerà una certa affinità), e soprattutto nell'affetto dei nipoti Leto e Ghanima.
Durante la fuga nel deserto insieme al figlio, troverà modo di farsi accogliere dai Fremen sfruttando le leggende seminate sul pianeta dalla Missionaria Protectiva del Bene Gesserit. In questo frangente si trova costretta a sottoporsi all'agonia della spezia e diventa così una Reverenda Madre. Gli uomini del deserto si convincono dunque che Paul è il messia che stanno aspettando e lo seguono quale loro Duca.
Sfortunatamente, le decisioni prese per la sopravvivenza dai due atreidi hanno una sciagurata conseguenza. Jessica è infatti incinta della seconda figlia di Leto, Alia Atreides. Il rito di passaggio della madre induce una trasformazione nel feto che finisce per creare ciò che le Bene Gesserit chiamano Abominazione: l'ordalia risveglia i ricordi degli antenati e la piena consapevolezza nella bambina prima che questi possa formarsi una propria personalità.
In età adulta, una di queste personalità prenderà il sopravvento sulla personalità di Alia: sarà il sanguinario Barone Vladimir Harkonnen (I Figli di Dune). Questi, come Paul scopre passando egli stesso attraverso l'agonia della spezia, è il padre segreto di Jessica e quindi suo nonno.
Il fatto di essere una Harkonnen è uno shock profondo per Jessica, che lo ritiene un ulteriore anche se involontario tradimento verso tutto ciò che ama (la Casa Atreides, in definitiva l'amato Leto). A ciò si aggiunga che la personalità del Barone ereditata per suo tramite, prenderà possesso del corpo di Alia e sfrutterà la posizione di reggente dell'impero per vendicarsi contro gli Atreides e l'universo intero: cercherà infatti di distruggere il ciclo della spezia su Dune, il che decreterebbe la fine dell'Impero e probabilmente dell'umanità; indurrà Alia a tradire il marito (il ghola, reincarnazione del fedele Duncan Idaho che si farà uccidere da Stilgar per obbligarlo a rivoltarsi contro quei folli propositi); complotterà infine per uccidere sia Jessica sia i nipoti Leto e Ghanima.
La vita di Lady Jessica viene dunque frustrata da un ulteriore dolore: il destino della figlia Alia, che vedrà morire in preda alla pazzia dell'Abominazione senza potere fare nulla ma ritenendosi in parte colpevole.
Al termine de I Figli di Dune Jessica si ritira su Caladan, invitando Irulan a seguirla. La moglie del defunto Paul rifiuta per rimanere su Arrakis e badare ai figli di Ghanima.

## Caratterizzazione
(Frank Herbert, Dune, Parte prima: il pianeta delle dune, capitolo 7)

## Altri media
Nel film Dune di David Lynch è stato interpretato dall'attrice Francesca Annis, mentre nelle miniserie per la TV Dune - Il destino dell'universo e I Figli di Dune è stato impersonato rispettivamente da Saskia Reeves e Alice Krige. Nel film Dune è interpretato dall’attrice Rebecca Ferguson.